# Konstantin Katzarov
 (octobre 2021).
Konstantin Ivanov Katzarov est un avocat bulgare, professeur de droit commercial et de droit international à l'université de Sofia. Encyclopédiste, géopoliticien et théoricien de la nationalisation.
Il est diplômé de l'université de Berne où il a soutenu son doctorat en droit. Depuis 1931, il est professeur associé à la Faculté de droit de l'université de Sofia et depuis 1936 professeur. Célèbre dans le monde au milieu du XXe siècle scientifique et expert en droit commercial et dans le domaine de la propriété industrielle. Il est connu pour ses querelles théoriques, scientifiques et politiques avec son collègue Liouben Dikov, d'autant plus que sur proposition de ce dernier, juste avant la Seconde Guerre mondiale, Hans Frank obtient l'honoris causa de l'université de Sofia,.
Contrairement à la plupart de ses collègues et professeurs, Konstantin Katzarov n'a jamais occupé de postes administratifs et reste un théoricien et un scientifique strict.
En 1953, après la soviétisation de la Bulgarie, il a été accusé d'espionnage et condamné à 15 ans de prison, mais un an plus tard, la Cour suprême de Bulgarie a annulé la peine. Néanmoins, en 1956, Konstantin Katsarov a quitté la Bulgarie avec sa famille et a vécu en exil en Suisse jusqu'à la fin de sa vie.
Konstantin Katzarov est l'auteur de plus de 10 ouvrages de droit commercial et industriel, mais est surtout connu dans le monde pour son ouvrage fondamental Théorie de la nationalisation, qui a été publié en français par l'université de Paris, puis a été traduit en sept autres langues et publié dans onze pays. Cette étude n'a été publiée en bulgare qu'en 2017. Dans la période 1963-1969, il était professeur de droit commercial à l'université de Genève. Lui et sa femme ont fondé une fondation en Suisse pour soutenir l'étude des Bulgares doués dans les universités locales. Selon son testament, son immense bibliothèque personnelle est léguée en 1974 à la Bibliothèque nationale Saints-Cyrille-et-Méthode.